# Talitu (Ort)
Talitu (Talito) ist eine osttimoresische Siedlung im Suco Talitu (Verwaltungsamt Laulara, Gemeinde Aileu).

## Geographie und Einrichtungen
Das Dorf Talitu liegt in der Aldeia Talitu in einer Meereshöhe von 838 m. Südlich führt an dem Ort die Überlandstraße von Aileu im Süden nach Dili im Norden vorbei. Hier befindet sich die Kapelle São Francisco Xavier. Westlich liegt das Dorf Quelae, östlich im Suco Becora das Dorf Darlau. Nach Norden vom Dorf Talitu zweigt eine Straße nach Norden ab zu den Orten Maulefa und Talitu Lama.